# 李瑞伟
李瑞伟（1959年—），广东茂名人，汉族，中华人民共和国政治人物、第十二届全国人民代表大会广东地区代表。
毕业于南京农业大学水产增养殖与管理工程。2013年，担任全国人大代表。